# Apple River (Wisconsin)
Apple River – miasto w Stanach Zjednoczonych, w stanie Wisconsin, w hrabstwie Polk.